# Viktorove, Hluhiv
Viktorove (în ucraineană Вікторове) este un sat în comuna Uzdîțea din raionul Hluhiv, regiunea Sumî, Ucraina.

## Demografie
Componența lingvistică a localității Viktorove
     Ucraineană (95,13%)
     Rusă (4,87%)
Conform recensământului din 2001, majoritatea populației localității Viktorove era vorbitoare de ucraineană (95,13%), existând în minoritate și vorbitori de rusă (4,87%).